# Ге Григорій Григорович
Григорій Григорович Ге (нар. 9 жовтня (27 вересня) 1867, Херсон — пом. 13 січня 1942, Москва
) — російський драматичний актор і драматург, племінник Миколи Ге.

## Біографія
Народився 1867 року в родині Григорія Миколайовича Ге, в якій було п'ятеро дітей — чотири старших доньки і син.
Навчався в Парижі, у Фребелевській школі. У десять років був відданий до пансіону при Рішельєвській гімназії, але наприкінці першого року, за непорозуміння, був виключений з гімназії. Знову поїхав з матір'ю до Парижу, але через рік повернувся в Одесу і вступив у другий клас 1-ї одеської гімназії, звідки був виключений, але вже за власну витівку.
Після смерті матері переїхав до батька в Миколаїв, де закінчив реальне училище в 1886 році. За порадою дядька-художника поїхав до Санкт-Петербурга з наміром вступити до Академії Мистецтв, однак старий товариш сім'ї Ілля Рєпін порадив йому зайнятися театральним мистецтвом. У петербурзькій театральній школі Л. Д. Коровякова Григорій Ге навчався у Модеста Писарєва і його помічника Володимира Шумиліна і вже через рік почав виступати в антрепризі Незлобіна (Аляб'єва).
Сценічну діяльність розпочав у 1889 році в Саратові. Два зимових сезони провів в Астрахані, потім були Вільно, Воронеж, Харків, де він грав два роки. Був запрошений до Санкт-Петербурга, в театр Олексія Суворіна, на замовлення якого написав свою другу п'єсу — «Трільбі».
З 1897 року й до кінця життя грав на сцені Александринського театру в Санкт-Петербурзі. Виконував трагічні ролі: Шейлок, Гамлет, Мефістофель, Яго (в «Отелло»), Іван («Смерть Івана Грозного» О. К. Толстого), Борис (в «Борисі Годунові») Іванов (в чеховському «Іванові») тощо..
Написав близько 20 п'єс, що виконувалися на столичних і провінційних сценах: «Набат» (1897), «Трільбі» (1898), «Кара» (1897), «Жан Єрмолаєв» (1906).
В 1922 році, у зв'язку з п'ятидесятип'ятилітнім ювілеєм, отримав звання «Заслужений артист Державних академічних театрів».
У 1937 році був розбитий паралічем. Помер 13 січня 1942 року в Москві.

## Твори
«Театральная Россия» (Москва, 1928).

## Родина
Дружина: Ганна Іванівна Ге (до шлюбу Новикова, в другому шлюбі Вуїч, 1881—1949) — драматична акторка (виступала в Александринському театрі), колекціонерка російського срібла і меблів; перебувала у шлюбі з Георгієм Івановичем Вуїчем (1867—1957); в еміграції у Франції, одна з власниць Будинку білизни і моди «Анек» (Париж).
Дочка: Ія Григорівна Ге-Абді (1903—1992) — кравчиня, модельєрка, модель; виховувалася в Павлівському інституті; у шлюбі з британським лордои Робертои Едвардом Абді.
Син: Григорій емігрував до США, де став актором під ім'ям Грегорі Гає.
Онук: актор Джордж Гейнс.